# Haarlemmerplein 4
Haarlemmerplein 4, Amsterdam is een gebouw aan het Haarlemmerplein in Amsterdam-Centrum.

## Gebruik
Dankzij George Hendrik Breitner weten we dat het gebouw Haarlemmerplein rond 1906 werd gesloopt en weer opgebouwd. Hij fotografeerde de afbraak. Niet veel later begon de bankgeschiedenis van het gebouw. De Spaarbank voor de stad Amsterdam groeide in de jaren nul hard. Naast het hoofdkantoor had het al vijf bijkantoren
- Singel 546 (hoofdkantoor)
- Lauriergracht 122
- Bilderdijkstraat 194
- Ferdinand Bolstraat 108
- Eerste Van Swindenstraat 19 en
- Het Zeemanshuis, Kadijksplein 8

In mei 1909 opperde de bank daarom om aan het Haarlemmerplein het zesde bijbureau te openen. Ze kochten het perceel toen aan; het bankfiliaal zou overdag en ’s avonds geopend zijn. In 1917 wilde de bank het systeem van riolering wijziging onder ontwerp van D. Nierop, opzichter der spaarbankgebouwen. Op de grens van 1919/1920 kwam de bank met het verzoek tot "herbouwen van bovengenoemd perceel"; zij wilde een kantoor en vier woonetages. Het gebouw was meegetrokken in de ineenstorting van het aanpalende Haarlemmerplein 2, waar ook een bank werd gevestigd. Ook nu koos de bank voor een ontwerp van bouwkundige D. Nierop. Hij schreef al voor een lijst de tekst voor en ook een medaillon met 1920. In juni 1920 was de bouw klaar. Dat medaillon was enige tijd afgedekt door een lichtreclame met de naam en toevoeging “Change”. Die lichtreclame werd vervangen toen de naam van de bank wijzigde in Centrumbank.
Toen die bank vertrok in circa 1982 werd de bedrijfsverdieping omgebouwd tot horeca-etablissement; later vond nog een verbouwing plaats aan de achtergevel.

## Omschrijving gebouw
Het gebouw bestaat uit vijf bouwlagen waarbij de parterre iets hoger is uitgevoerd dan de andere etages. De gevel bestaat uit een mengeling van baksteen en natuursteen (in sluitstenen en banden). De bovenste etage (zolder) heeft aan de voorzijde een trapgevel waarop een fronton. De bouwtekening laat een begane grond zien met twee grote ontlastingsbogen, links voor de toegangsdeuren en rechts voor groot raam.

## Gevelsteen
Het pand werd in 1995 voorzien van een gevelsteen. De toenmalige bewoners lieten een steen plaatsen in de vorm van een schildpad met de tekst "thuis" tussen 19 en 85, het jaar dat ze het pand kochten. De steen werd gemaakt door Hans 't Mannetje. Hij omschreef het als een steen van 35 × 60 cm (Gevelstenen van Amsterdam meldt 45 × 60 cm) tussen tweede en derde verdieping met een naar rechts gaande schildpad.

## Afbeeldingen

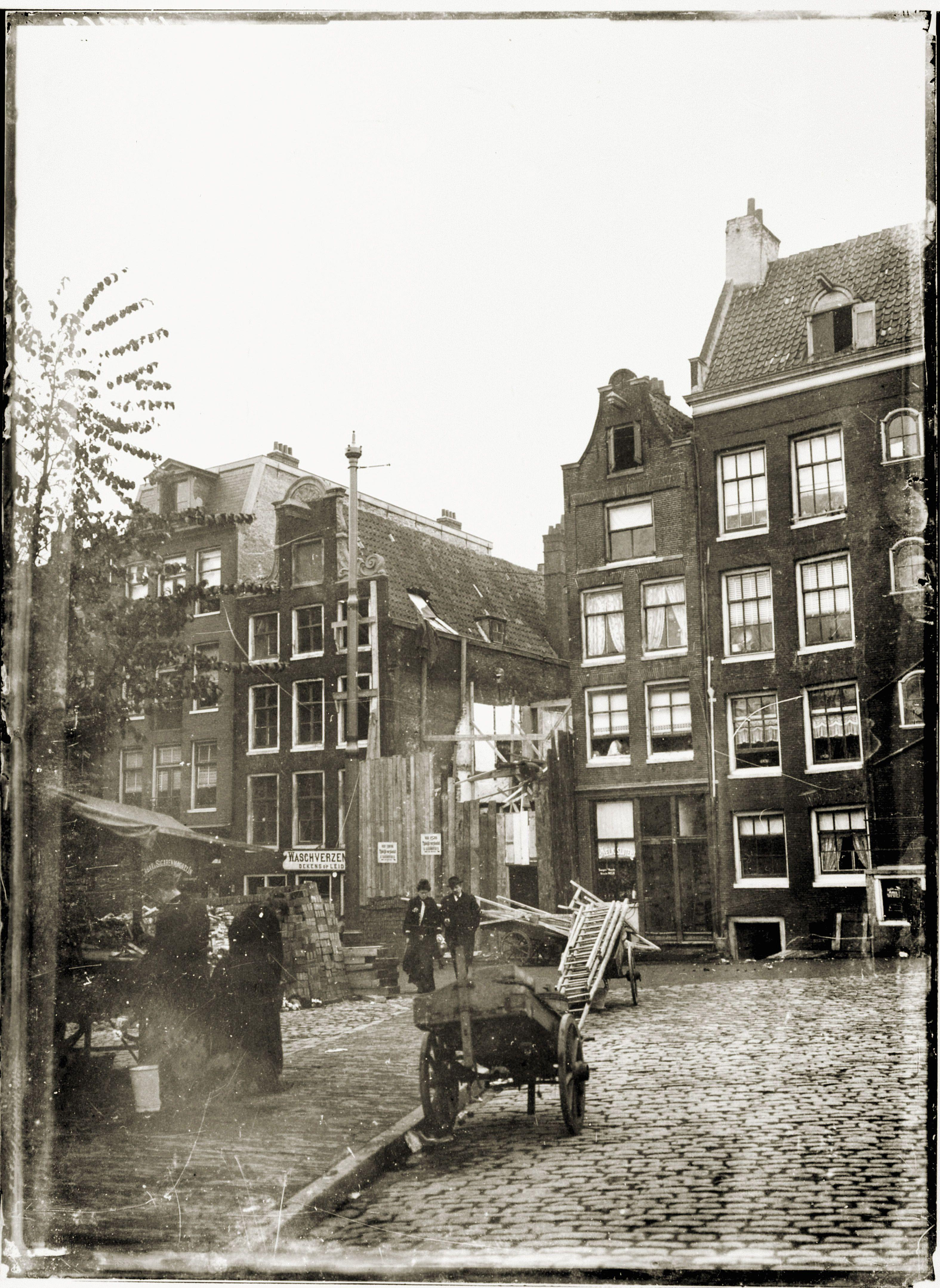
Breitner in 1906
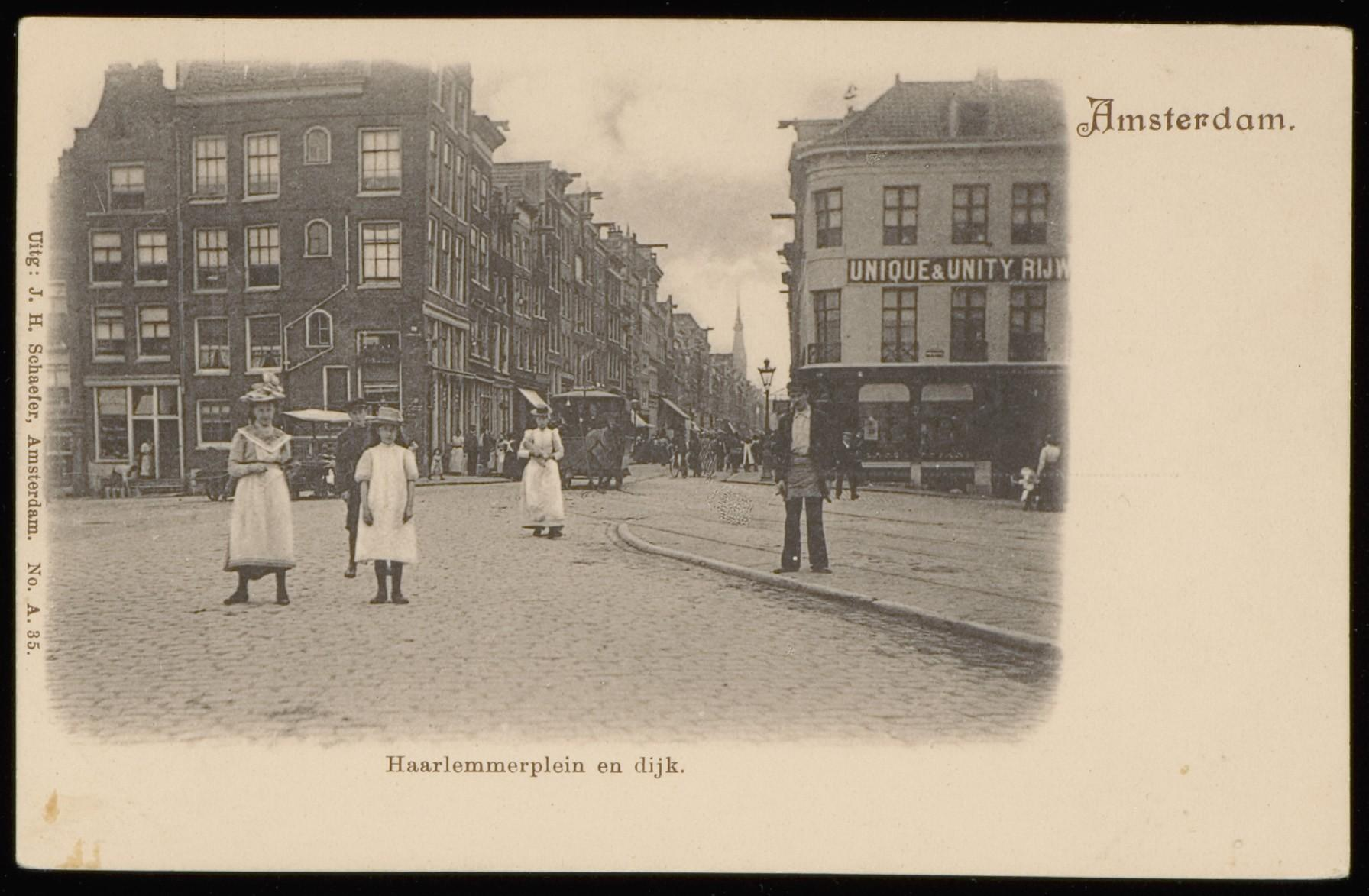
Haarlemmerplein 2-4 links van de Haarlemmerdijk (circa 1895)
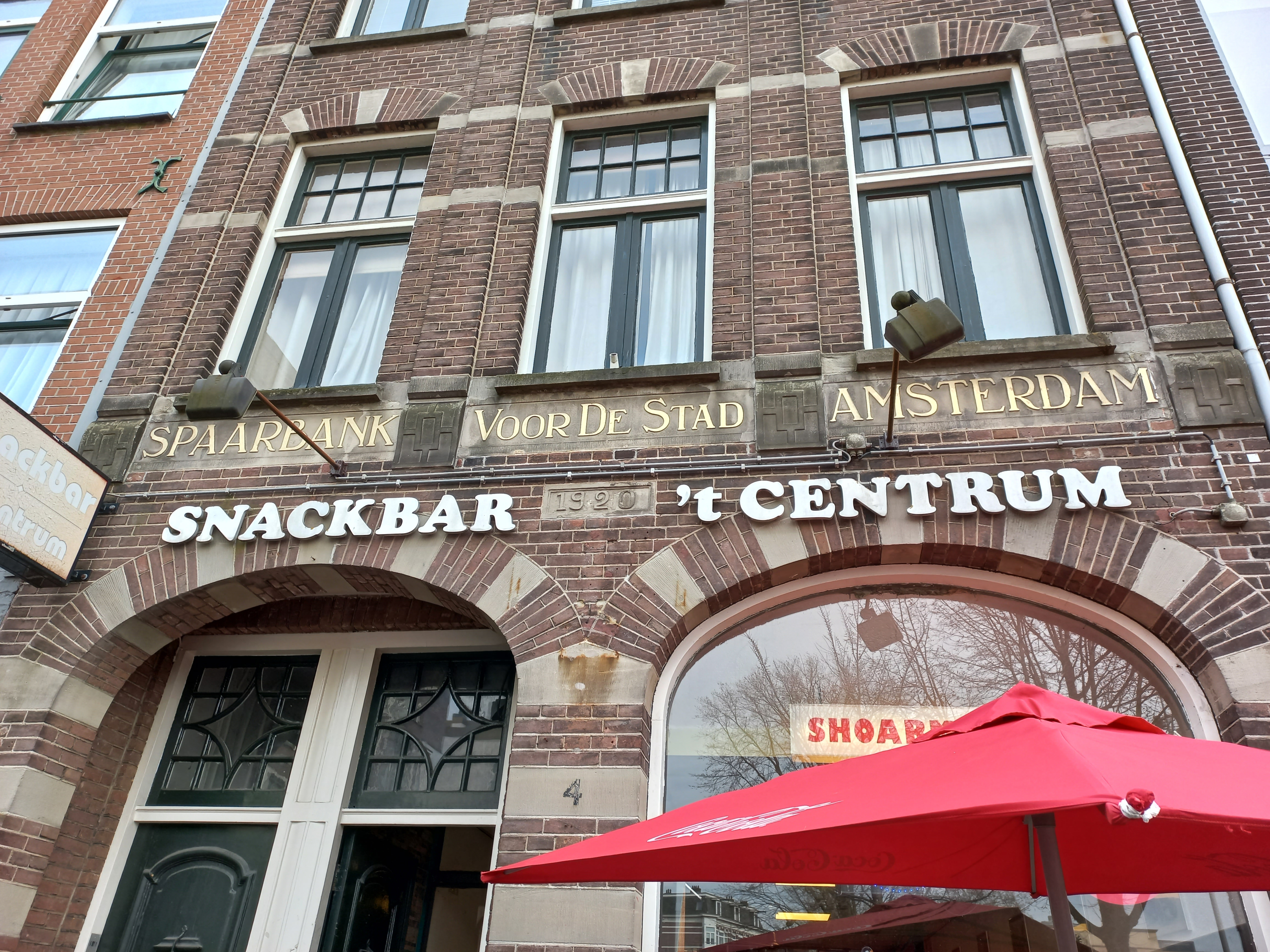
Oude en nieuwe gebruiker, daartussen 1920 (maart 2023)